# باد كارلسهافن
باد كارلزهافن (بالألمانية: Bad Karlshafen) هي بلدة، location with spa، مدينة و بلدة ألمانية تقع في ألمانيا في كاسل. يقدر عدد سكانها بـ 4,047 نسمة .

## أعلام
- سيباستيان شاشتين